# 映画 妖怪ウォッチ エンマ大王と5つの物語だニャン!
- 妖怪ウォッチ > 映画 妖怪ウォッチ エンマ大王と5つの物語だニャン!
- 妖怪ウォッチ (アニメ) > 映画 妖怪ウォッチ エンマ大王と5つの物語だニャン!

『映画 妖怪ウォッチ エンマ大王と5つの物語だニャン!』（えいが ようかいウォッチ エンマだいおうといつつのものがたりだニャン）は、2015年12月19日に公開された日本のアニメ映画。テレビアニメ『妖怪ウォッチ』の劇場版第2作である。レベルファイブのクロスメディアプロジェクト第4弾である『スナックワールド』の短編が同時上映された（『スナックワールド』は翌2017年4月よりテレビ東京系でアニメ放送）。
キャッチコピーは「スリル!興奮!感動!驚き!爆笑! 楽しさ鬼盛りの5つの奇跡!!」。

## ストーリー
5つのストーリーによるオムニバス形式で構成展開する。
エピソード1：妖怪になったケータ
マンホールに落ちて死んでしまったケータはとりついた人間を普通にしてしまう妖怪「フウ2」となり、スポーツ万能で成績も優秀な少年・有馬ユウトと出会い、ユウトの悩みを解決しようとする。
エピソード2：ジバニャンの華麗なる作戦
8年後（2023年）の世界にタイムスリップしたジバニャンは一緒にタイムスリップしたブシニャン・ロボニャンF型と共に、会社で意地悪な千秋先輩にいじめられているエミちゃんをなんとか助けようと奮闘する。
エピソード3：コマさん 家に帰る
コマ母ちゃんから手紙を受け取り実家に帰ったコマさんとコマじろうは、3番目の弟が生まれたことを知らされるが、その弟はなぜか人間だった。
エピソード4：USAピョンのメリークリスマス
クリスマスプレゼントをもらったことが無いUSAピョンが、サンタのプレゼントを配るアシスタント「サンタ当番」に選ばれる。イナホとプレゼントを配る中、プレゼントがいらないという少年・タカユキと出会う。不思議に思っている2人がその訳を訊き、願いを叶えようとしていると意外な人物が現れる。
エピソード5：妖怪ワールドへ行こう
妖魔界の大王、エンマ大王が人間のインフルエンザA型にかかり、評議会の議長であるぬらりひょんは人間とのつながりが原因と判断し、先代閻魔大王の命として人間との交流を一切禁止する。ケータと仲間の妖怪はお互いの姿が見えなくなってしまい、その絆を取り戻そうとエンマ大王の別荘へ向かい、問題を解決しようと奔走、やがてぬらりひょんと対峙する。
本作のメインストーリーであり、『月刊コロコロコミック』版ではこのエピソードしか描き下ろされていない。

## キャスト
- ケータ、フウ2 - 戸松遥
- ウィスパー、ヒューリー博士 - 関智一
- ジバニャン、ブシニャン、アカマル - 小桜エツコ
- ブチニャン - 小桜エツコ、関智一
- イナホ - 悠木碧
- USAピョン - 重本ことり
- コマさん、コマじろう - 遠藤綾
- フユニャン、ダークニャン - 梶裕貴
- エンマ大王 - 木村良平
- ぬらりひょん、大妖魔ぬらねいら - 子安武人
- 先代エンマ大王 - 大友龍三郎
- ロボニャンF型 - 坂東尚樹
- ヒキコウモリ - 永田亮子
- バクロ婆、メダル窓口のおばちゃん妖怪 - 佐藤智恵
- ハナホ人、だいだらぼっち - 奈良徹
- ユウト - 寺崎裕香
- デーモンオクレ - 吉野裕行
- ユウトの母 - 櫻井智
- ユウトの父 - 木村雅史
- おばあちゃん（会長） - 小林優子
- チーフ - 広瀬有香
- ナツミ - 沢井美優
- アキ - 相川奈都姫
- コマ母ちゃん - さとうあい
- コマさぶろう - 安野希世乃
- タカユキ - くまいもとこ
- タカユキの母 - 愛河里花子
- インストラクター妖怪 - 布施川一寛
- フウ - 矢部雅史
- 名付け妖怪 - 佐藤健輔
- カメラ妖怪 - 須嵜成幸
- エミちゃん - 長澤まさみ ※特別出演
- 千秋先輩 - 堀ちえみ ※特別出演
- 犬まろ、犬まろデロン - 博多大吉 ※特別出演
- 猫きよ、猫きよペロン - 博多華丸 ※特別出演
- 巨大サンタ - 武田鉄矢 ※特別出演

### その他の登場妖怪
ふぶき姫
ガマンモス
ムリカベ
河童
ツチノコ
天狗
ホノボーノ
ひも爺
妖怪ダンサーズ
ワカメくん
メカブちゃん
コンブさん
トホホギス
ドンヨリーヌ
ヨコドリ
プライ丼
にんぎょ
メラメライオン
キュウビ
オロチ
さとりちゃん
ボー坊
ジミー
砂夫
あかなめ
イケメン犬
デビビル
じんめん犬
うんちく魔
あつガルル
アニ鬼
一旦ゴメン
しょうブシ
万尾獅子
フゥミン
以上、エンディングに登場。

## スタッフ
- クリエイティブプロデューサー・企画・シナリオ原案 - 日野晃博
- 原作 - レベルファイブ
- 掲載 - 月刊コロコロコミック
- 妖怪&キャラクターデザイン原案 - 長野拓造、田中美穂
- 企画設定協力 - 本村健
- 音楽 - 西郷憲一郎
- 脚本 - 加藤陽一、日野晃博
- アソシエイトプロデューサー - 臼井照裕、佐上靖之、川崎由紀夫、村上孝雄、和田誠
- プロデューサー - 梶原清文、古澤泉、長岡道広、武石周人
- 製作 - 日野晃博、久保雅一、奥野敏聡、遠藤孝一、岩村卓、飯田伸二、堀内大示、弓矢政法、寺嶋ヨシキ、宮本直人、中村理一郎、市川南、垰義孝、大野淳二、田中文成、伊藤誠一、宮内康行、都築伸一郎、水野英明
- アシスタントプロデューサー - 橋本友宏、金子栄一郎
- キャラクターデザイン - 須田正己、寺澤伸介
- キャラクターデザイン補佐 - 竹内杏子、深沢幸司、小栗寛子
- 絵コンテ・演出 - 深沢幸司、飯島正勝、矢野博之、秋山勝仁、いわたかずや、佐々木真哉、志村錠児、菱川直樹、三浦陽、鳥井聖美、泉保良輔、髙橋ナオヒト、髙橋滋春、小高義規
- 総作画監督 - 武内啓、竹内杏子、寺澤伸介、池田裕治、牧野竜一、日下部美津子
- 作画監督 - 郷津春奈、中野悟史、阿部達也、崎口さおり、近藤優次、田中穣、新村杏子、冨谷美加、長森佳容、福島豊明、松本朋之、高原修二、井上敦子、一居一平、石田千夏、森田実、桝田浩史、橋本千絵、阿部千秋、室井ふみえ、富山大輔、小栗寛子
- 原画 - 金子志津枝、沢田正人、田口広一、辻初樹、新岡浩美、高橋信也、一石小百合 他
- 色彩設計 - 角野江美
- 美術監督 - 釘貫彩
- 美術監督補佐 - 小濱俊裕
- 美術設定 - 釘貫彩、金城沙彩
- 特殊効果 - 太田憲之
- 撮影監督 - 柚木脇達己
- 撮影チーフ - 佐藤麻依、矢吹健、黒澤豊
- 編集 - 小野寺絵美
- 編集助手 - 鈴木宏
- 楽曲プロデューサー - 高木貴司
- 音響監督 - 三間雅文
- 録音 - 山田富二男
- 効果 - 三井友和
- 制作デスク - 正田聡史
- 設定制作 - 内田晴香
- アニメーションプロデューサー - 井上たかし、小板橋司
- アニメーションブレーン - 古市直彦
- 監督 - ウシロシンジ、髙橋滋春
- エンディングアニメーション - サイエンスSARU
- 配給 - 東宝
- アニメーション制作 - OLM TEAM KOITABASHI & INOUE
- 製作 - 映画『妖怪ウォッチ』プロジェクト2015（レベルファイブ、電通、小学館、東宝、オー・エル・エム、バンダイ、テレビ東京、テレビ愛知、テレビ大阪、TVQ九州放送、テレビ北海道、テレビせとうち、KADOKAWA、キッズステーション、ジェイアール東日本企画、小学館集英社プロダクション、エイベックス・ピクチャーズ、BIGFACE、GYAO）

## 主題歌
エンディングテーマ「よかよかララバイ」
作詞 - motsu & 高木貴司 / 作曲・編曲 - 菊谷知樹 / 歌 - キング・クリームソーダ、ジバニャン、USAピョン
「宇宙ダンス!」（『妖怪ウォッチバスターズ』エンディングテーマ）
作詞・音楽プロデューサー - 高木貴司 / 作曲・編曲 - 菊谷知樹 / 歌 - コトリ with ステッチバード

## 興行成績
1日違いで封切られた『スター・ウォーズ/フォースの覚醒』を押さえ、2週連続で観客動員数1位となり（子供料金が多いため興行収入では2位）、アニメ映画や邦画関係者を驚かせた。『スター・ウォーズ/フォースの覚醒』を上回る観客動員数を記録したのは、日本以外でも韓国、ベトナムくらいしか例がなく、珍しい現象である。

## テレビ放送
次作の『空飛ぶクジラとダブル世界の大冒険だニャン!』の公開を記念する形で、2016年12月16日の18:25 - 20:50にて地上波初放送を行った。枠を拡大してテレビ東京系列で地上波初放送。テレビ東京系列の他、独立局のびわ湖放送、奈良テレビ放送でも同時間枠で放送。
映画本編放送前には、『映画 妖怪ウォッチ 空飛ぶクジラとダブル世界の大冒険だニャン!』の実写パートでケータ役を務める南出凌嘉による「それも妖怪のせい!? 実写ケータの熱い一日」を放送。